# بربرها (مجموعه تلویزیونی)
بربرها (به آلمانی: Barbaren) یک مجموعه تلویزیونی درام جنگی محصول کشور آلمان در سال ۲۰۲۰ است که توسط آندریاس هکمن، آرن نولتینگ و یان مارتین شارف ساخته شده و لارنس روپ، ژان گورسود و دیوید شتر در آن بازی می‌کنند.
این سریال روایتی داستانی از رویدادهای دوران اشغال آلمان توسط امپراتوری روم و شورشی است که در پی آن، قبایل ژرمانیائی به رهبری آرمینیوس انجام دادند.

## بازیگران
| شماره | بازیگر            | نقش           | صداپیشه                | توضیحات                                                 |
| ----- | ----------------- | ------------- | ---------------------- | ------------------------------------------------------- |
| ۱     | لورنس راپ         | آرمینیوس      | منوچهر زنده دل         | ژرمانیائیِ بزرگ‌شده در پادگان رومیان                      |
| ۲     | جین گورساد        | توسنلدا       | مینو غزنوی             |                                                         |
| ۳     | دیوید شوتر        | فُلک بین       | سعید مظفری             | عاشق توسنلدا                                            |
| ۴     | برنارد شوتز       | سگستس         | تورج مهرزادیان         | پدر توسنلدا                                             |
| ۵     | نیکی تمپلهوف      | سیگمیر        | خسرو شمشیرگران         | سرکرده قبیله چروسکی                                     |
| ۶     | رونالد زرفلد      | برولف         | غلامرضا صادقی          |                                                         |
| ۷     | اوا ورنا مولر     | ایرمینیا      | صنم نکواقبال           | مادر توسنلدا                                            |
| ۸     | نیکولای کینسکی    | پلاگیوس مترجم | خشایار شمشیرگران       | مترجم رومی به ژرمانیایی                                 |
| ۹     | گائتانو آرونیکا   | واروس         | حامد عزیزی             | فرمانده پادگان رومیان                                   |
| ۱۰    | سرگج اُنُــپکو      | هادگان        | کسری کیانی             | سرکرده یکی از قبایل که میخواست توسنلدا را از پدرش بخرد. |
| ۱۱    | سینها ملینا گیرکه | راس کیلد      | رزیتا یاراحمدی         | از اسیران ژرمنی پادگان رومیان                           |
| ۱۲    | جرمی میلیگر       | انسگار        | ناهید امیریان شمس‌آبادی | برادر توسنلدا که سربازان رومی فلجش کردند                |

## بن‌مایه
- همکاری‌کنندگان ویکی‌پدیا، «Barbarians»، ویکی‌پدیای انگلیسی، دانشنامهٔ آزاد (بازیابی ۲۱ شهریور ۱۴۰۰)

1. ↑  «بربرها». رسانه اینترنتی دوبلاژ. بایگانی‌شده از اصلی در ۲۰ نوامبر ۲۰۲۱. دریافت‌شده در ۲۰ نوامبر ۲۰۲۱.
2. ↑  «بربرها». نماوا.